# 永昌 (唐朝)
永昌（689年正月—十月）是唐睿宗李旦的年号，但是实际上武則天全權控制朝政，睿宗毫无实权。一般算作武則天的年号。

## 改元
- 垂拱五年——正月一日，改元永昌元年。[2][3][4]
- 永昌元年——十一月一日，改元載初元年正月一日。[5][6][7]

## 纪年
| 永昌 | 元年  |
| ---- | ----- |
| 公元 | 689年 |
| 干支 | 己丑  |

## 參看
- 中國年號索引
- 其他使用永昌年號的政權

| 前一年號： 垂拱 | 唐朝年号 689年 | 下一年號： 載初 |

1. ↑  李崇智，《中國歷代年號考》，第100頁。
2. ↑  劉昫.  . 维基文库.「永昌元年春正月，神皇親享明堂，大赦天下，改元，大酺七日。」
3. ↑  歐陽脩.  . 维基文库.「永昌元年正月乙卯，享于萬象神宮，大赦，改元，賜酺七日。」
4. ↑  司馬光.  . 维基文库.「永昌元年春，正月，乙卯朔，大饗萬象神宮，太后服袞冕，搢大圭，執鎮圭為初獻，皇帝為亞獻，太子為終獻。先詣昊天上帝座，次高祖、太宗、高宗，次魏國先王，次五方帝座。太后御則天門，赦天下，改元。」
5. ↑  劉昫.  . 维基文库.「載初元年春正月，神皇親享明堂，大赦天下。依周制建子月為正月，改永昌元年十一月為載初元年正月，十二月為臘月，改舊正月為一月，大酺三日。」
6. ↑  歐陽脩.  . 维基文库.「天授元年正月庚辰，大赦，改元曰載初，以十一月為正月，十二月為臘月，來歲正月為一月。」
7. ↑  司馬光.  . 维基文库.「天授元年十一月，庚辰朔，日南至。太后享萬象神宮，赦天下。始用周正，改永昌元年十一月為載初元年正月，以十二月為臘月，夏正月為一月。」